# Chardonneret safran
Spinus siemiradzkii
Espèce
Statut de conservation UICN

 VU C2a(i) : Vulnérable
Le Chardonneret safran (Spinus siemiradzkii, anciennement Carduelis siemiradzkii) est une espèce de passereaux de la famille des fringillidés (ou Fringillidae). C'est une espèce monotypique.

## Description
Mâle : noir de la tête se limitant, à l’arrière, au haut de la nuque. Tout le reste du plumage uniformément jaune intense ou jaune safran avec le dos légèrement plus foncé. Petites et moyennes couvertures jaunes légèrement et irrégulièrement marquées de noirâtre. Grandes couvertures noires terminées de jaune et constituant une large barre alaire. Rémiges primaires et secondaires galonnées de jaune et formant une seconde barre alaire. Rémiges tertiaires à peine bordées extérieurement de jaune clair. Queue courte avec les rectrices entièrement noires et non bordées de jaune à leur base. Bec et pattes couleur corne claire ou corne foncé.
Femelle : plumage uniformément jaune olivâtre avec le dos légèrement plus foncé. Ailes et queue comme le mâle en légèrement plus terne. Bec et pattes comme le mâle.
Juvénile : similaire à la femelle mais le jeune mâle se distingue par sa coloration jaune plus soutenu et l’apparition de plumes noires d’abord sur la face puis vers l’arrière (Ottaviani 2011).

## Distribution
Ouest de l’Équateur (Manabí, Guayas, Loja, Chongon Hills, Guayaquil), extrême nord-ouest du Pérou (Tumbes). Pas d’observation récente de l’île Puna.

## Habitat
Le chardonnet safran vit dans les forêts décidues et sèches de basse altitude (du niveau de la mer jusqu’à 750 m), aux zones boisées, aux broussailles, aux arbres rabougris et aux hautes herbes en terrain semi-aride.

## Alimentation
Elle n’est pas du tout documentée par la littérature classique mais une plante a été identifiée, photos à l’appui, par Ottaviani (2011) : des graines d’un séneçon Mikania sp., astéracée.

## Voix
Les cris rappellent ceux du tarin des aulnes en plus aigu, plus aigre et avec, en plus, quelques notes vibrantes. Le chant est un gazouillis mélodieux à débit rapide et à sonorité également acide.

## Nidification
La saison de reproduction semble avoir lieu pendant la saison humide, entre janvier et mai.

## Menaces
Elles ne sont pas bien connues mais comme l’espèce dépend partiellement de la forêt décidue, elle est de ce fait menacée par la déforestation. En effet, au-dessous de 900 m, le taux de déforestation dans l’ouest de l’Équateur, entre 1958 et 1988, était de 57 % par décennie avec, comme résultat, un éclaircissement de la couverture forestière pour l’agriculture et le pâturage (chèvres, bétail). L’usage de pesticides peut constituer une menace supplémentaire si l’on considère qu’elle fréquente des habitats cultivés (BirdLife International 2010).

## Statut
Selon Freile et al. (2004), bien qu’elle se soit adaptée à des habitats dégradés comme les pâturages, les cultures, les lisières de forêt, les bords de chemin, les broussailles et les buissons, il semble qu’elle soit dépendante de la forêt non perturbée pendant au moins une partie de son cycle naturel. La déforestation massive mais aussi la fragmentation de son habitat à travers son aire restreinte constituent les menaces les plus importantes.

## Mesures de conservation
Le Saffron Siskin Recovery Project – Ecuador a été instauré dans les années 2000 par Eric von Horstmann, directeur du projet, assisté par Carmen Marroquìn du Fundacion Pro-Bosque. La Pro-Forest Foundation, en partenariat avec l’Ornithological Foundation of Ecuador – CECIA ont mis en œuvre un programme de conservation visant à déterminer la distribution dans la région des Tumbes dans le sud-ouest de l’Équateur et l’écologie de reproduction de l’espèce. Le Bosque Protector Cerro Blanco est un haut lieu de l’observation du chardonnet safran où une troupe comptant jusqu’à 30 oiseaux a été observée. Il a d’ailleurs été déclaré deuxième « Ecuadorian Important Bird Area (IBA) ». L’île Puna, peu étudiée sur le plan biologique, abrite encore d’importantes formations de forêt sèche et donne l’occasion de préciser les besoins écologiques de l’espèce. Une étude de terrain portant sur les préférences d’habitats, l’écologie de reproduction, la distribution, les déplacements saisonniers et l’abondance de l’espèce selon les sites a donc été menée pendant six mois à la fois à Cerro Blanco et sur Puna.
Un plan de conservation suivi de recommandations pour la sauvegarde du chardonnet safran a été présenté aux différentes organisations de protection avec la publication de 5 000 affiches et l’envoi de 10 000 messages à la population locale du sud-ouest de l’Équateur dans le cadre d’une campagne d’éducation et de sensibilisation. Le 14 novembre 2000, s’est ouvert, à l’université de Guayaquil, le lancement du projet « Saffron Siskin Conservation Program » avec la participation de l’Ecuadorian Ministry of the Environment, de l’Ecuadorian Ornithological Foundation (CECIA) et de l’université de Guayaquil. Puis un séminaire s’est tenu en décembre 2000 à Macara dans la province de Loja (région de Tumbes) avec distribution de posters aux organisations protectrices à la fois équatoriennes et péruviennes comme Pro Aves Peru. Eric von Horstman et ses collègues espèrent, avec des fonds supplémentaires, passer à la seconde phase du programme : l’élevage de conservation en captivité prévu dans la Pro-Forest Foundation Wildlife Conservation Center près de Guayaquil. Une autre action portant sur la détermination de la distribution, de la population et des menaces sur l’île Puna, dans la Cordillère de Chongon-Colonche et dans la province de Loja était programmée en 2002. Le dernier volet visait à envoyer des gens sur le terrain dont la mission (rémunérée) était de sensibiliser les écoliers, les fermiers, les propriétaires terriens et les autorités locales à la protection du chardonnet safran, posters à l’appui et, parallèlement, de tenir un registre des observations de l’espèce.
Selon BirdLife International (2010), le chardonnet safran est présent dans quatre aires protégées :
• Machalilla National Park, Manabí
• Cerro Blanco Protection Forest, Guayas
• Manglares-Churute Ecological Reserve, Tumbes
• Northwest Peru Biosphere Reserve, Tumbes
Les quatre mesures importantes à prendre consistent à étudier les exigences écologiques, déterminer le statut de conservation axé sur la dépendance de la forêt décidue, rechercher la cause des déplacements saisonniers et assurer une bonne gestion du Machalilla National Park.